# Bubbles (chimpanzé)
Bubbles (Austin, 30 de abril de 1983) é um chimpanzé que foi mantido como animal de estimação pelo cantor norte-americano Michael Jackson, que o comprou de um centro de pesquisa do Texas na década de 1980. Bubbles frequentemente viajava com Michael Jackson, chamando a atenção da mídia. Em 1987, durante a Bad World Tour, Bubbles e Michael Jackson tomaram chá com o prefeito de Osaka, no Japão.
Inicialmente, Bubbles foi mantido na casa da família Jackson em Encino, Los Angeles, mas foi transferido para a casa de Michael Jackson, o Rancho Neverland, em 1988. Lá, ele dormia em um berço no quarto de Michael, usava o banheiro de Michael e comia os doces do cinema que havia em Neverland. Em 2003, Bubbles havia crescido e se tornado um chimpanzé adulto grande e agressivo, inadequado a ser mantido como animal de estimação — como acontece com muitos chimpanzés em cativeiro — e foi enviado para um treinador de animais da Califórnia. Quando o treinador encerrou suas operações em 2004, Bubbles foi transferido para o Center for Great Apes, um santuário em Wauchula, Flórida, onde vive desde 2005.

## Vida

### Aquisição
Bubbles nasceu em 1983 em um centro de pesquisa em Austin, Texas, que criava primatas para testes em animais. Existem relatos conflitantes sobre como ele caiu na posse de Michael Jackson; muitos afirmam que Michael o comprou quando ele tinha oito meses. A aquisição teria sido supervisionada por Bob Dunn, na época um dos fornecedores e treinadores de animais para filmes, sessões de fotos e publicidade mais famoso de Hollywood.

### Final dos anos 1980

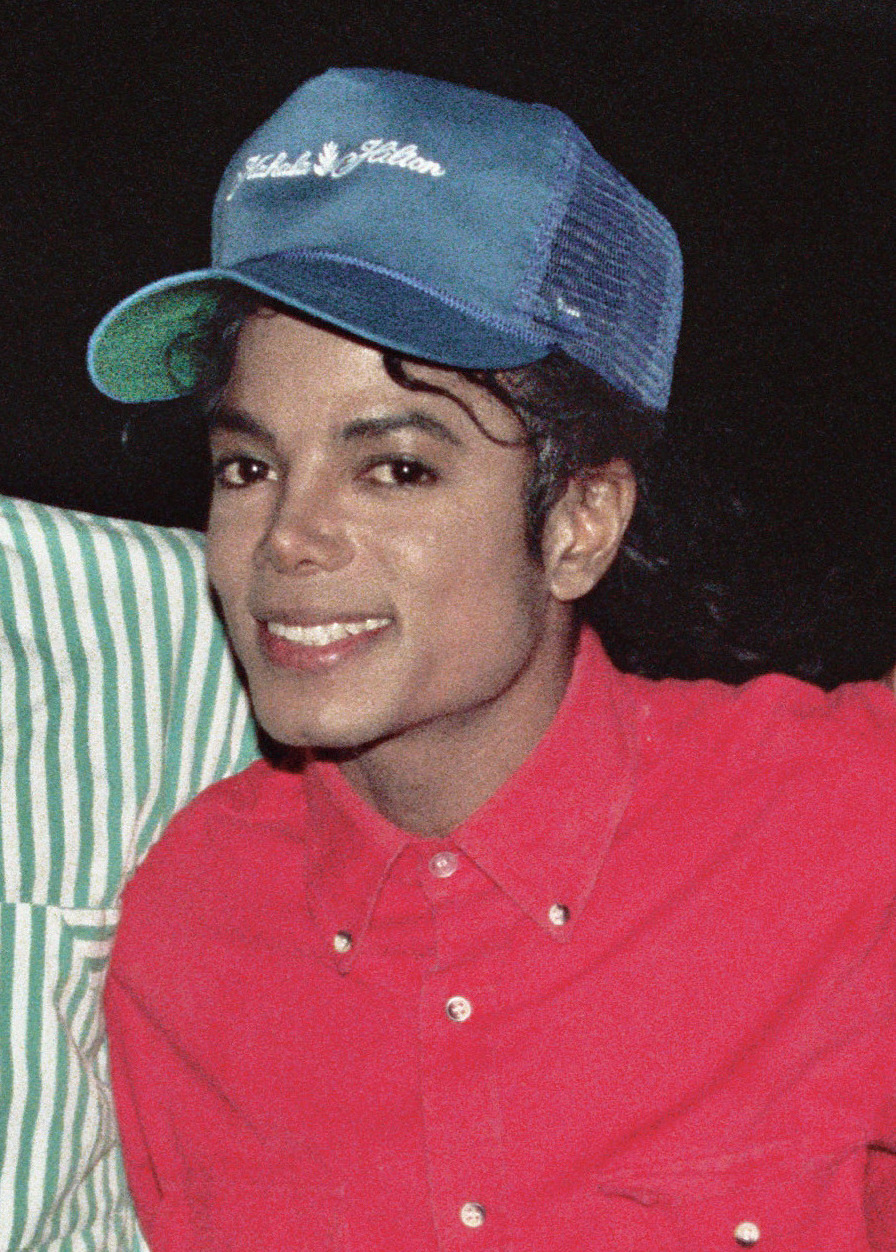
Michael Jackson tinha Bubbles acompanhando-o durante o final dos anos 1980

Bubbles foi mantido na casa da família Jackson em Encino até 1988, quando foi transferido para a nova casa de Jackson, o Rancho Neverland, no condado de Santa Bárbara, Califórnia. Bubbles dormia em um berço no quarto de Michael, comia doces no cinema Neverland, era alimentado na mesa de jantar, usava fralda e usava o banheiro de Michael. No julgamento de Michael Jackson em 2005, Michael disse que seus chimpanzés ajudavam nas tarefas domésticas: "Eles correm por aí, me ajudam a limpar o quarto. Eles me ajudam a tirar o pó, limpar a janela". As empregadas domésticas de Michael testemunharam no julgamento que desaprovavam o comportamento do chimpanzé. Uma disse que teve que limpar as fezes arremessadas na parede do quarto e outra descreveu um chimpanzé rasgando a fralda antes de se deitar na cama de Michael Jackson.
No final dos anos 1980, Michael Jackson levava Bubbles para passear e costumava conversar com ele. Segundo relatos, ele mostrou a ele como fazer o moonwalk. Bubbles tinha um agente e havia rumores de que ele tinha seu próprio guarda-costas. Ele participou da gravação do álbum Bad (1987) de Michael Jackson — Michael insistiu que Bubbles e a sua cobra de estimação comparecessem como espectadores — e acompanhou Michael na filmagem do videoclipe "Bad". Bubbles fez uma participação especial no vídeo de "Liberian Girl".
Quando a Bad World Tour começou em setembro de 1987, Bubbles e Michael Jackson dividiram uma suíte de hotel de dois quartos em Tóquio. Bubbles e Michael fizeram uma visita social ao prefeito de Osaka, Yasushi Oshima; lá, Bubbles bebeu chá verde japonês sentado em silêncio ao lado de Michael. Oshima disse que ele e seus colegas ficaram "surpresos ao ver o chimpanzé, mas entendemos que ele é um bom amigo [de Michael] (...) Esta é a primeira vez que um animal entra na prefeitura". Embora autorizado a viajar para o Japão, Bubbles não conseguiu entrar na Grã-Bretanha e na Suécia devido a rígidas leis de quarentena. Michael Jackson também levou Bubbles para tomar chá na casa de Elizabeth Taylor. Elizabeth não se importou que Michael tivesse levado um chimpanzé. Em uma festa para celebrar e promover Bad, Bubbles supostamente "circulou pela sala" e foi "a alma da festa".
Nessa época, Bubbles e Michael Jackson foram fotografados por Kenny Rogers para seu livro, Your Friends and Mine. A foto mostra Bubbles no quadril de Jackson. Na fotografia em preto e branco, Bubbles está vestido casualmente com uma camisa de manga comprida e um macacão. Michael Jackson também está vestido casualmente; ele usa jeans e uma camisa simples. Rogers disse: "Bubbles era tão humano que era quase assustador. Ele pegava o Christopher [filho de Rogers] pela mão, ia até a geladeira, a abria, pegava uma banana e entregava a ele. Christopher ficou maravilhado... todos nós ficamos".
De acordo com o autor David Wigg, o cantor Freddie Mercury, da banda Queen, ficou frustrado ao tentar gravar um dueto com Michael, "There Must Be More to Life Than This", devido à insistência dele de que Bubbles estivesse no estúdio. De acordo com Wigg, "Michael fazia Bubbles sentar entre eles e se virava para o chimpanzé entre as tomadas e perguntava: 'você não acha isso adorável?' ou então 'você acha que devemos fazer isso de novo?'. Depois de alguns dias disso, Freddie simplesmente explodiu (...) 'Eu não vou me apresentar com a porra de um chimpanzé sentado ao meu lado todas as noites'". Freddie Mercury deixou o projeto e lançou a música como artista solo em 1985. O dueto com Jackson não foi lançado até que os membros do Queen, Brian May e Roger Taylor, o descobriram e o incluíram no álbum Queen Forever em 2014.

### Realocações

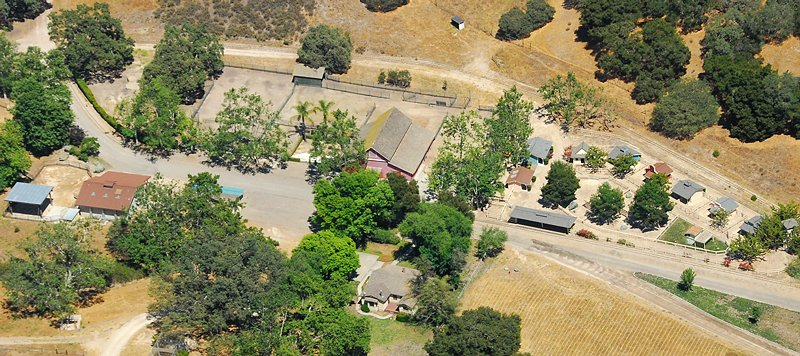
Bubbles morava na casa de Michael Jackson, o Rancho Neverland, até se tornar agressivo

No documentário de 2003 Living with Michael Jackson, Michael disse ao jornalista Martin Bashir que Bubbles havia se tornado agressivo. Bubbles foi transferido para um santuário de animais com medo de que ele pudesse atacar o recém-nascido filho de Michael Jackson, Prince Michael II. Michael Jackson comprou mais dois bebês chimpanzés, Max e Action Jackson; o público acreditava que esses chimpanzés também eram Bubbles. A partida de Bubbles foi motivo de arrependimento para Michael Jackson. Durante a entrevista, Bashir também foi informado de como Michael Jackson planejava dar uma "festa de animais celebridades" para Bubbles; Cheeta, o chimpanzé de Tarzan, Benji e Lassie seriam convidados.
Bubbles foi transferido para o rancho de Bob Dunn em Sylmar, Califórnia. Dunn disse na época: "Bubbles é um chimpanzé adulto e um animal selvagem. Não o deixamos sair para brincar". Segundo a CNN, Michael Jackson e seus filhos visitaram Bubbles e brincaram com os outros animais do rancho. "[Michael] ainda age como uma criança perto deles", disse Dunn. Entretanto, o The Washington Times afirmou que Michael Jackson não visitou Bubbles, apesar de o representante de Michael Jackson ter afirmado que ele gostaria de encontrá-lo novamente. De acordo com relatos, pouco depois, em dezembro de 2003, Bubbles supostamente havia tentado suicídio. Ele foi supostamente levado a um hospital a tempo de ser salvo.
Desde o fechamento das instalações de Dunn em 2004, Bubbles foi mantido no Center for Great Apes em Wauchula, Flórida, onde dizem que ele gostava de pintar e ouvir música de flauta. O cuidado anual de cada animal no centro custava cerca de 17 000 dólares em 2009. Patti Ragan, diretora do Center for Great Apes, comentou sobre a rotina diária dos animais no santuário: “Eles relaxam. Eles tiram sonecas juntos. Eles podem subir no topo da cúpula. Eles saem nos calhas e ficam embaixo de uma árvore no sistema de túneis. Eles se cuidam, brigam e discutem também". De acordo com os tratadores de animais do centro, Bubbles — cujas características faciais mudaram desde seu tempo com Michael Jackson — agora é "enorme e feio", pesando 84 kg, mas tem um "caráter doce". Em 2009, Bubbles passava a maior parte do tempo sentado em silêncio nas árvores com Sam, um chimpanzé de 40 anos.

### Morte de Michael Jackson
Em 25 de junho de 2009, Michael Jackson morreu aos 50 anos, após sofrer uma parada cardíaca. Dunn, falando ao News of the World, disse: "Bubbles definitivamente sentiu falta [de Michael Jackson] quando eles se separaram e sentirá falta dele agora. Chimpanzés são inteligentes. Eles se lembram de pessoas e de outras coisas. Bubbles e Michael eram amigos íntimos e companheiros de brincadeira. A última vez que Michael o visitou, Bubbles definitivamente o reconheceu e lembrou dele". Ele disse que Jackson considerava Bubbles como seu primeiro filho e acrescentou que esperava que os filhos de Michael Jackson mantivessem contato com seu "meio-irmão" após a morte de seu pai. Em 2010, a irmã de Michael Jackson, La Toya, visitou Bubbles no Center for Great Apes, na Flórida. De acordo com o site do Center for Great Apes, o espólio de Michael Jackson "tem continuado a manter os custos anuais de cuidado de Bubbles no santuário".

## Cobertura da mídia
Segundo o jornalista Steve Huey, Bubbles formou uma percepção pública de Michael Jackson como um "excêntrico bizarro, obcecado com a recuperação de sua infância". De acordo com Robert Thompson, professor de cultura popular na Universidade de Syracuse, a aquisição de Bubbles por Jackson foi "quando a esquisitice começou a atingir proporções míticas".
A relação de Michael e Bubbles, bem como outras supostas excentricidades de Michael, contribuíram para o apelido da mídia de "Wacko Jacko", que Michael passou a desprezar. A mídia frequentemente dava mais atenção a Bubbles do que à música de Michael Jackson, e publicava histórias falsas, como a alegação de que Bubbles não era um único macaco, mas sim um de vários. Uma afirmação posterior sugeriu que Bubbles havia morrido; o assessor de imprensa de Michael Jackson, Lee Solters, disse aos repórteres que "quando Bubbles ouviu sobre sua morte, ele enlouqueceu (...) Como Mark Twain, sua morte é grosseiramente exagerada e ele está vivo e passa bem".
A mídia também informou falsamente que Bubbles teria sido o portador das alianças no casamento de Elizabeth Taylor no Rancho Neverland em 1991; de acordo com o The New York Times, foi "uma ideia que alguns jornais acharam muito cativantes para não publicar". O National Enquirer afirmou que o músico Prince havia usado percepção extrassensorial para enlouquecer Bubbles. De acordo com a história, Michael Jackson disse: "Que tipo de doente mexeria com um macaco? Isso é demais. Coitado, coitado do Bubbles". Michael Jackson achou a história hilária; sua equipe relatou que nunca o tinha visto rir tanto.

## Legado
A percepção pública do que Michael é como ser humano tem sido altamente exagerada. Esses artigos são difíceis para mim de relacionar. Por exemplo, o Bubbles é mais divertido do que muitas pessoas que eu conheço. Eu vi o Bubbles em um casamento de smoking. Ele tem ótimos modos à mesa.

Quincy Jones
Michael Jackson lançou Michael's Pets, uma linha de pelúcias baseada nos animais que ele possuía, em novembro de 1986. "Ele [Jackson] foi muito importante para o design dos brinquedos", disse Bob Michaelson, responsável por desenvolvê-los. "Ele foi muito instrumental em como deveria ser programado... ele tem uma intuição tremenda." Michael Jackson, ao aprovar os brinquedos, estipulou que os fabricantes doassem 1 dólar por venda para uma instituição de caridade infantil.
Em 1988, o artista Jeff Koons fez três esculturas de porcelana idênticas, Michael Jackson and Bubbles, como parte de sua exposição Banality [en]. Na época, dizia-se que cada escultura valia 250 000 dólares. Koons disse uma vez: "Se eu pudesse ser outra pessoa viva, provavelmente seria Michael Jackson". A peça se tornou uma das obras mais conhecidas de Koons. A figura mostra Michael Jackson e Bubbles vestindo ternos dourados de estilo militar. Em 2001, uma das figuras foi colocada em leilão e esperava-se que alcançasse entre 3 milhões e 4 milhões de dólares. A figura foi vendida para um comprador anônimo por telefone por 5,6 milhões de dólares, um recorde para uma obra de Koons.
O The Daily Telegraph noticiou em agosto de 2009 que Bubbles iria publicar um "livro de memórias revelador" sobre sua experiência ao lado de Michael Jackson. O livro, Bubbles: My Secret Diary, From Swaziland to Neverland, é um diário falso criado pelo jornalista John Blake, e o livro documenta ficcionalmente os "aspectos mais sombrios" da vida de Bubbles, incluindo um "vício em bananas — chegando a 2 000 dólares em bananas por dia, depressão, conquistas amorosas e [sua] 'feroz rivalidade' com a estrela de Tarzan, Cheeta". A "coleção de entradas muito pessoais e honestas do diário [de Bubbles]" foi lançada em outubro de 2009. Blake disse:
Por trás de sua vida aparentemente perfeita de amigos glamorosos, balanços de pneus banhados a ouro e chefs pessoais, existe uma história sombria de experimentos médicos, vícios e perdas. Mas Bubbles lutou contra seus problemas pessoais e profissionais e, com a ajuda de seu amigo e tutor Michael Jackson, ele cresceu para se tornar maior que o King Kong — figurativamente falando.